# Kac Vegas III

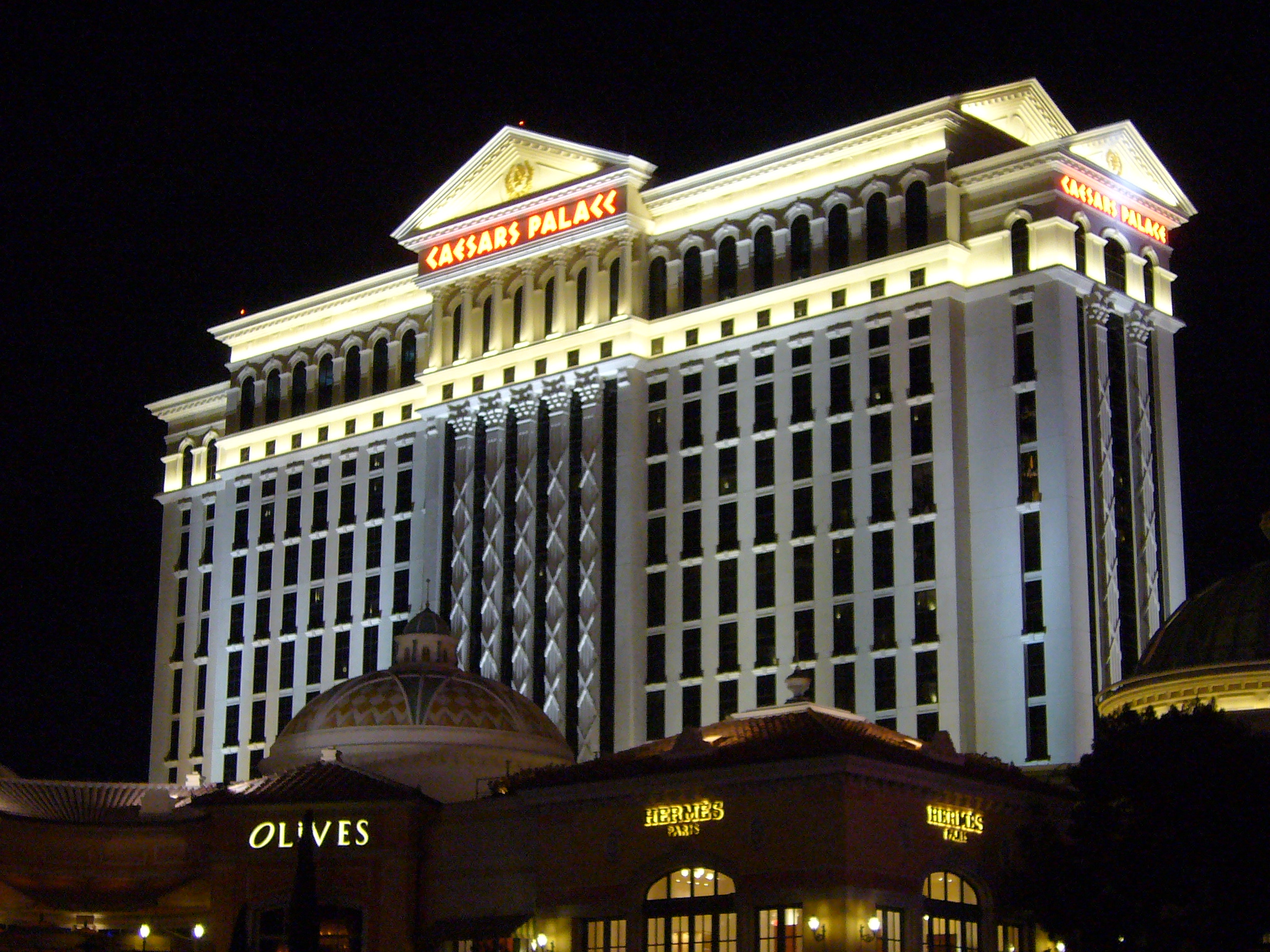
Hotel Caesars Palace w Las Vegas to jedno z miejsc rozgrywania akcji filmu

Kac Vegas III (ang. The Hangover Part III) – amerykańska komedia z 2013 roku w reżyserii Todda Phillipsa. Sequel filmu Kac Vegas w Bangkoku z 2011 roku.
Akcja filmu rozgrywa się głównie w Tijuanie i częściowo w Los Angeles oraz w Las Vegas. Jest to ostatni film z cyklu. Film początkowo miał zostać stworzony w technologii 3D, ale informacje te okazały się jedynie plotkami. Film został negatywnie odebrany przez krytyków, co zaowocowało wynikiem 19% na stronie Rotten Tomatoes.

## Fabuła
Phil (Bradley Cooper), Alan (Zach Galifianakis) i Stu (Ed Helms) niczego się nie nauczyli. Zmieniają w katastrofę każdy wspólny wypad, nawet jeśli – jak tym razem – nie jest to ani wesele, ani wieczór kawalerski. Po śmierci ojca Alana Phil, Stu i Doug postanawiają pocieszyć kumpla z watahy. Za sprawą Chowa, który ukradł sporo pieniędzy, znów wpadną w tarapaty. Oznacza to kolejną serię kłopotów.

## Obsada
- Bradley Cooper jako Phil Wenneck
- Ed Helms jako doktor Stuart „Stu” Price
- Zach Galifianakis jako Alan Garner
- Justin Bartha jako Doug Billings
- Ken Jeong jako Leslie Chow
- Heather Graham jako Jade
- Jeffrey Tambor jako Sid Garner
- Gillian Vigman jako Stephanie Wenneck
- Sasha Barrese jako Tracy Billings
- Jamie Chung jako Lauren Price
- John Goodman jako Marshall
- Mike Epps jako Czarny Doug
- Melissa McCarthy jako Cassie
- Lela Loren jako Funkcjonariuszka